# 悪魔城ドラキュラ 蒼月の十字架
『悪魔城ドラキュラ 蒼月の十字架』（あくまじょうドラキュラ そうげつのじゅうじか、英題: Castlevania: Dawn of Sorrow）は、コナミから2005年8月25日に発売されたニンテンドーDS用ソフトのアクションRPG。悪魔城ドラキュラシリーズでは初めてとなるニンテンドーDS向け作品で、2003年にゲームボーイアドバンス用ソフトとして発売された『キャッスルヴァニア 暁月の円舞曲』の続編。
本作は、ゲーム誌「ファミ通」のクロスレビューにて、9・8・8・8の33点でゴールド殿堂入りした。また、アメリカの大手ゲーム情報サイト「IGN.com」の「The Best of 2005」にて、DS部門の「Best Adventure Game」を受賞した。
2024年8月28日には『Castlevania Dominus Collection』の収録タイトルの内の一つとして配信開始された。2025年9月18日にはパッケージ版が発売予定。

## システム
基本システムは『悪魔城ドラキュラX 月下の夜想曲』と同じ2D横スクロールの探索型アクションRPG。プラットフォームをゲームボーイアドバンスからニンテンドーDSへ移行したことにより、大幅なグラフィック、サウンドの向上が図られた。特にグラフィックについては、3D表示機能を生かした背景やキャラクターの拡縮回転、半透明表示を活用し、『月下の夜想曲』に並ぶグラフィックを実現した。また、ニンテンドーDSの特徴である2画面表示を生かし、上画面にマップならびにステータスを切り替え表示可能で、下画面にメインプレイ画面が常時表示される構成となっている。この2画面の仕様は同じニンテンドーDSでのシリーズ続作『悪魔城ドラキュラ ギャラリー オブ ラビリンス』『悪魔城ドラキュラ 奪われた刻印』にも引き継がれている。
タッチスクリーンは新要素の魔封陣で使われる。ほとんどのボスはHPを0にした上で、画面に魔封陣を描いて封印しなければ倒せない。失敗するとボスのHPが少し回復して戦闘続行になってしまう。また、画面をタッチすることで、障害物のクリスタルブロックを壊したり、召喚した使い魔に攻撃させたい敵を指定することができる。ワープするときも行き先のワープ部屋をマップにタッチして直接選べる。
『暁月の円舞曲』で中核を成していた、敵を倒して魂を集める「タクティカルソウルシステム」にも改良が加えられた。同じソウルでも複数個取るとレベルアップして威力が増加する他、ある特定のソウルの組み合わせによっては特殊効果が発動するものもある。ソウルと武器を消費する武器合成によってより強力な武器も作れる。武器の種類は全11系統あり、その中で8系統の武器が合成可能。ボタンひとつで装備、ソウルを切り替えられる機能も追加された。
ワイヤレス通信もさらに強化。ゲーム中に入手したソウルを使用して、『暁月の円舞曲』同様ソウルの交換ができる「SOUL TRADE」に加え、通信対戦用のマップに敵を配置し、対戦相手とマップを交換してクリアタイムを競う「VS MODE」も用意された。
本編クリア後には、高難易度モードである「ユリウスモード」が解放される。このモードでは、魔王として覚醒した蒼真とユリウス・ベルモンドの対決を描いており、ゲームの途中からヨーコ・ヴェルナンデスとアルカードの2人が登場し、合流後は彼ら3人を使い分けながらゲームを進めていく。このほかにもボスラッシュモードがある。
また、クリア済みセーブデータの「CLEAR」を選択すると、アイテムとソウルを引き継いで所持した状態でまた最初から始められるほか、難易度「HARD」が解放される。
さらに、DS本体のGBAスロットに『暁月の円舞曲』を差した状態で本作を新しく始めると、スタート時の所持アイテムにレアリング、にく、3年ミルクが追加される。

## ストーリー
2035年、当時高校生だった来須蒼真は幼なじみの白馬弥那とともに日食の中に出現した悪魔城に取り込まれ、自身が魔王ドラキュラの生まれ変わりであることを知り、運命に打ち勝つために混沌の奥にある人々の負の感情の集合体であるカオスを打ち倒し、悪魔城を再び日食の中に封印する。
それから1年後、蒼真たちは平穏な日々を送っていた。だが、ある日、白昼堂々街中で新興宗教「ウィズ ライト」の教祖セリア・フォルトゥナの襲撃を受けてしまう。蒼真はセリアが召喚した魔物たちに襲われるが、突如現れた有角幻也の助けもあり、なんとか敵を退ける。弥那にまでも危険が及ぶかもしれないと危機を感じた蒼真は、ドラキュラ城を模した教団本拠地へ単身乗り込む。
激戦の末、蒼真はすべての魔王候補者たちを倒す。その後、セリアに呼び出される。この際、弥那のお守りを持っていなかった場合、セリアが弥那を殺したことで蒼真が魔王と化するバッドエンドを迎える。
一方、弥那のお守りを持っていた場合は、その場にいる弥那が偽物だと有角から指摘が入り、倒されたはずの魔王候補者のひとり・ドミトリーが復活する。彼は蒼真の能力をコピーしたことを明かしたうえで、地下に行ってセリアと2人で悪魔城復活の儀式を行う。ドミトリーがセリアをいけにえとして捧げたところ、支配下に置いた悪魔たちが暴走し、メナスへと変貌する。激戦の末、蒼真はメナスを倒す。

## 登場人物
来須蒼真（Soma Kurusu）
声：緑川光
本作の主人公。魔物の魂を支配して自分の力にする能力を持つ。19歳。
白馬弥那（Mina Hakuba）
声：高梁碧
蒼真の幼馴染。19歳。前作では巫女姿だったが、今作では私服を着用しており、ピンクを基調とした服にミニスカート、黒のニーソックスに白のサイハイブーツを履いている。
ユリウス・ベルモンド（Julius Belmondo）
声：稲田徹
1999年にドラキュラを完全に滅ぼした。現在は教会とヨーコの手助けをしている。56歳。
有角幻也（Genya Arikado）
声：置鮎龍太郎
アルカード。現在は偽名を使って蒼真を監視して見守っている。年齢不詳。
ヨーコ・ヴェルナンデス（Yoko Belnades）
声：高梁碧
教会に所属する魔法使いで、対悪魔戦のスペシャリストである。魔王復活を求めるカルト教団の動きを探っている。25歳。
人当たりのよい性格だが、多少おせっかいで、有角とも顔なじみである。教団本部の近くにある廃屋で身を構え、蒼真の得たソウルと武器を練成して新たな武器を作り出す。
ハマー（Hammer）
声：稲田徹
雑貨屋兼裏の世界の情報屋であり、元軍人でもある。35歳。
蒼真とは交流があり、彼の事を気にかけている。ヨーコ・ヴェルナンデスに惚れていてアプローチをかけるが、どれも誤解で終わっている。
セリア・フォルトゥナ（Celia Fortner）
声：塩山由佳
魔王再降臨計画を企む暗黒神官で、カルト教団「ウィズ ライト」の教祖。26歳。
自分の探し出した魔王候補者を魔王にしようとしている。魔法陣の扱いに長けており、魔界からの力を魔物に永続供給する事でほぼ不死身の魔物を作り出し、雪に埋もれた教団本部で蒼真を待ち受ける。しかし、最終的には、蒼真の心を暗黒に捉えて、再び魔王にしようと考える。
ダリオ・ボッシ（Dario Bossi）
声：藤本たかひろ
魔王候補者。37歳。
ドラキュラが滅びた時にその魔力を受け継いだ。苛立ちのままに辺りを燃やしつくす短絡的思考の性格。
ドミトリー・ブリノフ（Dmitrii Blinov）
声：金子英彦
魔王候補者。37歳。
ダリオと同じくドラキュラが滅びた時にその魔力を受け継いだ。利用できなくなった者は容赦なく切り捨てる冷酷な性格。

## 開発

### シリーズタイトル再変更の理由など
『キャッスルヴァニア 白夜の協奏曲』（2002年）から前作『キャッスルヴァニア』（2003年）まで、シリーズタイトルを欧米版に合わせて「悪魔城ドラキュラ」から「Castlevania」に変更していた。しかし「消費者が『悪魔城ドラキュラ』のタイトルで情報収集しにくくなってしまった」という理由で、本作でシリーズタイトルを「悪魔城ドラキュラ」に戻した。本作のプロデューサーの五十嵐孝司（IGA）は攻略本で「キャッスルヴァニアという名前は日本では根付かなかったみたい」と述べている。この他、2004年にGBAの「ファミコンミニ・ディスクシステムセレクション」（任天堂）のひとつとして発売されたシリーズ第1作『悪魔城ドラキュラ』が、キャッスルヴァニア名義のシリーズ新作を超える販売本数を上げたことも戻した理由のひとつとみられる。シリーズタイトル以外の変化といえば、『白夜の協奏曲』以降本シリーズの開発元はコナミコンピュータエンタテインメント東京であったが、本作の開発途中の2005年4月1日に同社を含むコナミの分社がコナミに吸収・統一されたため、最終的にコナミ名義の作品となった。また、2003年にコナミのロゴマークも変わっている（『暁月の円舞曲』まで旧ロゴ、『キャッスルヴァニア』から新ロゴ）。

### キャラクターデザインの変更
本作ではハードがDSということもあり、「ファンの年齢層を広げたい」と低年齢層を意識して、キャラクターのデザインを前作までとは変えてアニメ風になった。オープニングタイトル場面には、アニメーションムービーも導入（このムービーはプロモーションとしても使われた）された。しかし、本作以降の本シリーズのCEROレーティングは「CERO：B（12才以上対象）」となっている（『暁月の円舞曲』が「CERO：A（全年齢対象）」とされていたため、このことについては予測できなかったとみられる）。

### 主なスタッフ
- プロデューサー: IGA（五十嵐孝司）
- ディレクター: 櫛渕敏
- チーフプログラム: SHUTARO（飯田周太郎）
- チーフデザイン: 山口裕土
- シナリオ: IGA
- ミュージックコンポーザー: 木村雅彦、山根ミチル、渡辺愉香
- キャラクターデザイン: 吉川真一
- オープニングアニメーションムービー制作: 遊歩堂

## 移植版
| No. | タイトル                       | 発売日            | 対応機種                                                | 開発元 | 発売元 | メディア     | 備考                                            | 出典        |
| --- | ------------------------------ | ----------------- | ------------------------------------------------------- | ------ | ------ | ------------ | ----------------------------------------------- | ----------- |
| 1   | Castlevania Dominus Collection | INT 2024年8月28日 | Nintendo Switch PlayStation 5 Xbox Series X/S PC(Steam) | M2     | KDE    | ダウンロード | 収録ソフトのひとつ 日本版、北米版、欧州版を収録 | [ 4 ] [ 5 ] |

## 評価
Game Watchの 米澤大祐は、本編の難易度は低めだが、ユリウスモードの難易度が高めに作られているため、バランスが取れていると評価している。また、米澤はユリウスモードについて、操作可能キャラクターの人選などから『悪魔城伝説』をほうふつとさせると述べており、ボスラッシュモードについても本編とは違う面白さが楽しめると評価している。

## 関連商品
- 『悪魔城ドラキュラ 蒼月の十字架 公式ガイド コンプリートエディション』コナミ発行、2005年9月29日、ISBN 9784861550706
- 『キャッスルヴァニア 暁月の円舞曲 & 悪魔城ドラキュラ 蒼月の十字架 オリジナルサウンドトラック』
  - 2006年1月27日発売。コナミスタイル専売。初回特典で小島文美の描き下ろしミニポスター付き。本作のゲームBGM29曲、『暁月の円舞曲』のゲームBGM27曲、本CDでのアレンジバージョン2曲を収録した全58曲の2枚組。